# Solidarité (Écosse)
Pour les articles homonymes, voir Solidarité.
Solidarité (Mouvement socialiste d'Écosse) (en anglais : Solidarity - Scotland's Socialist Movement) est un parti politique écossais d'extrême-gauche, lancé le 3 septembre 2006.
Il a été créé à la suite du départ d'une partie des membres du SSP.
Il avait deux députés au Parlement écossais : Tommy Sheridan et Rosemary Byrne.
Il a tenu son premier congrès en novembre 2006.

## Histoire

### Élections de 2007

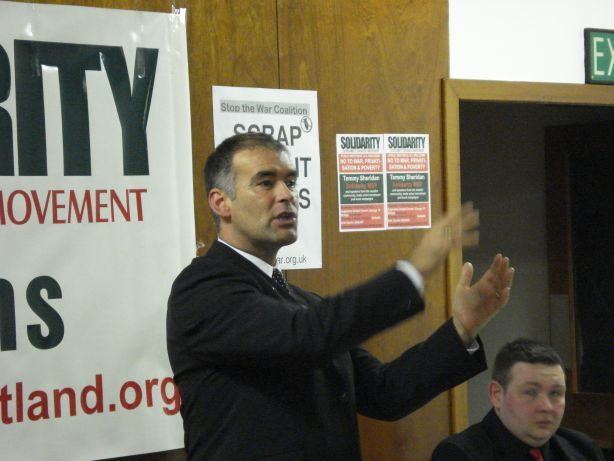
Tommy Sheridan dans un meeting de Solidarity, près d'Édimbourg, en février 2007

Lors des élections du 3 mai 2007, la mouvance socialiste écossaise a perdu tous ses députés, Tommy Sheridan frôlant sa réélection. Cependant, Solidarity, avec 31 066 voix (1,5% des suffrages), a largement dépassé son concurrent le SSP maintenu (12 731 voix) et est parvenu à faire élire, aux municipales, à Glasgow, Ruth Black, dans le quartier de Craigton (banlieue sud-ouest de Glasgow). Celle-ci, unique élue du parti, fait cependant défection en décembre de la même année, pour rejoindre le Labour.

### Élections de 2011
Lors du scrutin du 5 mai 2011, Solidarité n'a obtenu que 0,14% des suffrages. 

## Résultats électoraux

### Élections parlementaires écossaises
| Année | Circonscriptions | Circonscriptions | Circonscriptions | Régions | Régions | Régions | Rang | Total des sièges | Gouvernement        |
| Année | Voix             | %                | Sièges           | Voix    | %       | Sièges  | Rang | Total des sièges | Gouvernement        |
| ----- | ---------------- | ---------------- | ---------------- | ------- | ------- | ------- | ---- | ---------------- | ------------------- |
| 2007  | -                | -                | 0 / 73           | 31 066  | 1,5     | 0 / 69  | 8e   | 0 / 129          | Extra-parlementaire |
| 2011  | -                | -                | 0 / 73           | 2 837   | 0,1     | 0 / 69  | 16e  | 0 / 129          | Extra-parlementaire |
| 2016  | -                | -                | 0 / 73           | 14 333  | 0,6     | 0 / 69  | 7e   | 0 / 129          | Extra-parlementaire |